# 国道11号

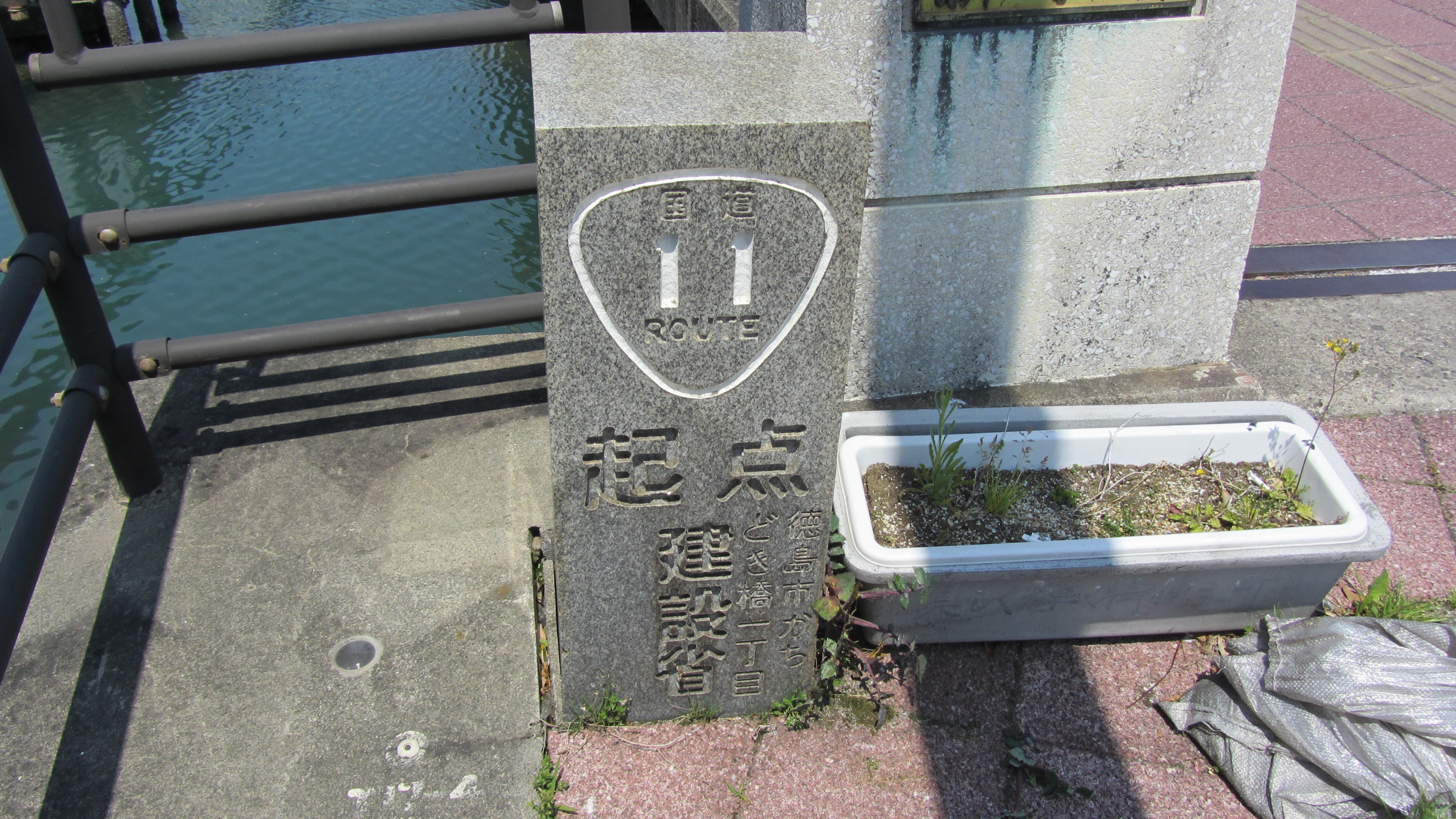
国道11号 起点付近にある
徳島市 道路元標
徳島県徳島市 /かちどき橋南詰

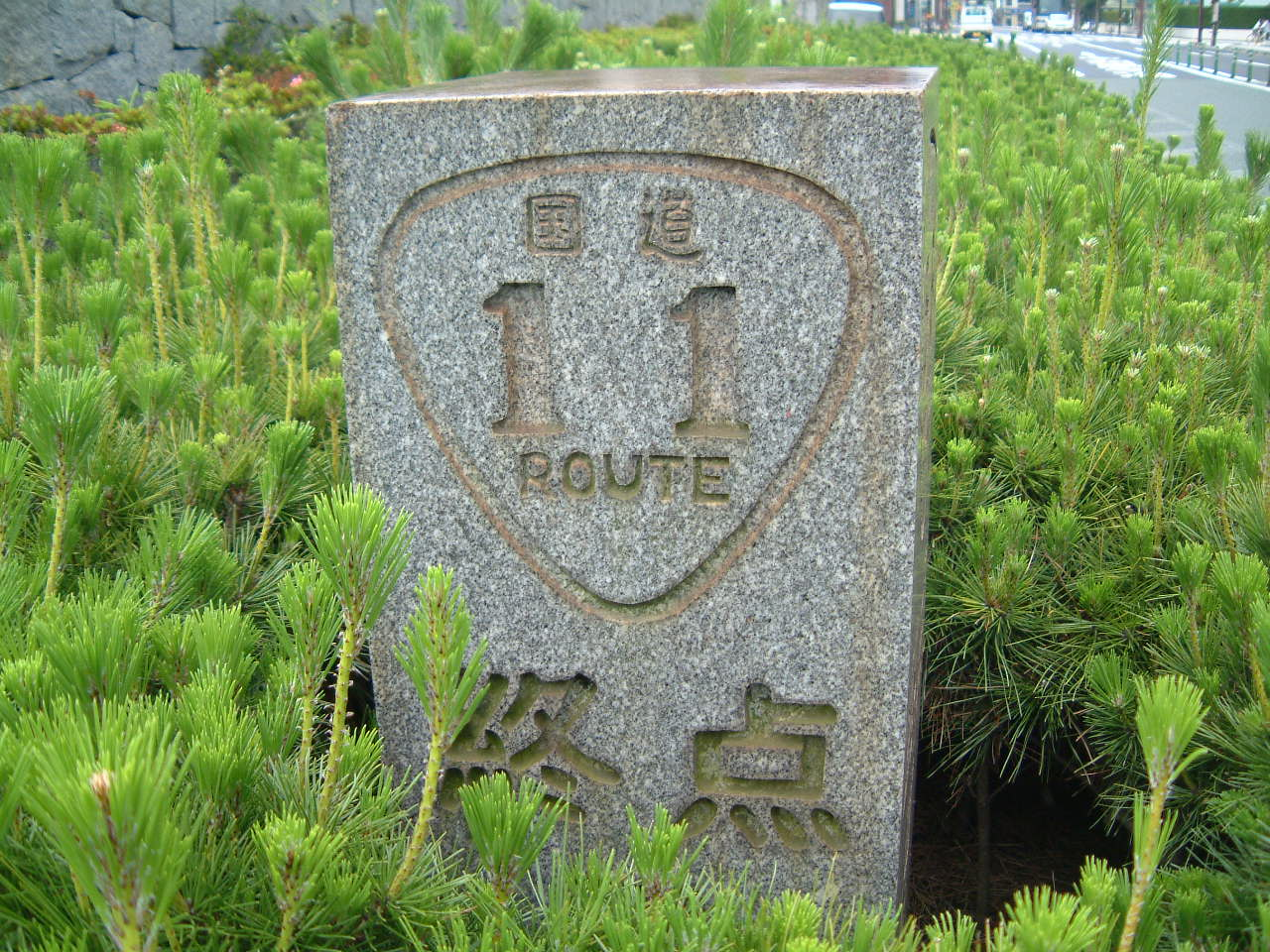
国道11号　終点付近にある
松山市 道路元標
愛媛県松山市 市役所前交差点

国道11号（こくどう11ごう）は、徳島県徳島市から香川県高松市を経由し、愛媛県松山市に至る一般国道である。

## 概要
徳島県徳島市から、国の出先機関が多く集まる香川県高松市や愛媛県東部に広がる四国最大の工業地帯を経て、愛媛県松山市までを結ぶ。沿線は北四国と呼ばれる地域と概ね重なる。讃岐街道や志度街道など江戸時代以前から存在していた各地の主要な街道が前身。一桁国道を持たない四国にとっては最も番号の小さい国道であり、国道32号・国道33号・国道55号・国道56号などと共に、四国の大動脈となっている。徳島県から香川県にかけては高松自動車道と、愛媛県内では松山自動車道と並走する。
徳島市・鳴門市・高松市・坂出市・丸亀市・観音寺市・四国中央市・新居浜市・西条市・松山市など、各県の主だった都市を通過しており、それら沿線市町の合計人口は208万人となり、四国の人口の51 %がこの沿線に集中する。特に香川県と愛媛県は、この道路沿いに町が発展しており、沿線には数多くのロードサイド型の大型店舗やファミリーレストラン、家電量販店等が建設されているなど、地域住民に与えている影響も非常に大きい。このため、全線を通して交通量が多く、特に徳島市・高松市・松山市の3都市で混雑が目立つ。徳島市の吉野川大橋付近の交通量は約85,000台/日（2003年（平成15年）度）で四国トップ、徳島市から鳴門市にかけて片側3車線となっている。高松市では上に片側2車線の高速道路（高松自動車道）が通っているにも関わらず国道11号も片側3車線、松山市も中心部で片側3車線となっている。さらに2011年（平成23年）現在もいくつかの箇所でバイパス道路が建設、もしくは計画されている。
また、途中の愛媛県西条市（旧周桑郡丹原町）から東温市（旧温泉郡川内町）に至る桜三里は桜の名所としても知られる峠であり、登坂車線が設けられている。全路線中登坂車線があるのは、この地点と香川県さぬき市の天野峠、羽立峠（下り方面）のみである。
香川県では東かがわ市 - 高松市間で南部をさぬき東街道（香川県道10号高松長尾大内線）が、高松市 - 観音寺市間で北部をさぬき浜街道が並行しており、国道11号の機能を補完している。愛媛県でも四国中央市 - 西条市間で愛媛県道13号壬生川新居浜野田線が並行しており、新居浜バイパスが完成しておらず対面通行が続く国道11号の新居浜市区間を迂回する道路となっている。

### 路線データ
一般国道の路線を指定する政令に基づく起終点および重要な経過地は次のとおり。
- 起点：徳島市（かちどき橋南詰 = 国道28号・国道195号終点、国道55号起点）
- 終点：松山市（松山市役所前 = 国道33号・国道56号終点、国道317号・国道379号・国道440号・国道494号起点）
- 重要な経過地：徳島県板野郡松茂町、鳴門市、香川県大川郡白鳥町[注釈 2]、高松市、坂出市、丸亀市、善通寺市、観音寺市（植田町）、同県三豊郡豊浜町[注釈 3]、川之江市[注釈 4]、伊予三島市[注釈 4]、新居浜市、西条市、愛媛県周桑郡小松町[注釈 5]、同県温泉郡川内町[注釈 6]
- 総延長 : 263.0 km（徳島県 30.7 km、香川県 121.8 km、愛媛県 110.4 km）[2][注釈 7]
- 重用延長 : なし[2][注釈 7]
- 実延長 : 263.0 km（徳島県 30.7 km、香川県 121.8 km、愛媛県 110.4 km）[2][注釈 7]
  - 現道 : 230.9 km（徳島県 30.7 km、香川県 105.9 km、愛媛県 94.2 km）[2][注釈 7]
  - 旧道 : なし[2][注釈 7]
  - 新道 : 32.1 km（徳島県 - km、香川県 15.9 km、愛媛県 16.2 km）[2][注釈 7]
- 指定区間：徳島市かちどき橋一丁目1番1 - 松山市二番町四丁目7番2（全線）[3]

## 歴史
- 1885年（明治18年）の内務省告示第6号「國道表」では、丸亀 - 松山間が国道31号「東京ヨリ愛媛縣ニ達スル路線」（現1号、2号経由、岡山で分岐し下津井 - 丸亀間は航路）の一部に、徳島付近が国道30号「東京ヨリ徳島縣ニ達スル路線」（現1号、2号経由。明石で分岐し淡路島を経由）の一部として指定された。1889年（明治22年）3月16日の内務省告示第8号で、丸亀 - 高松間が国道50号「東京ヨリ香川縣ニ達スル路線」（上記31号経由、丸亀で分岐）の一部として追加指定された。
- 1920年（大正9年）施行の旧道路法に基づく路線認定では、旧30号がそのまま国道21号「東京市ヨリ徳島縣廳所在地ニ達スル路線（甲）」となった。その他の四国に達する国道は下津井丸亀航路経由から宇高航路（宇野 - 高松間）経由に変更された。それに伴い、高松までだった旧50号が終点を徳島まで延長して国道22号「東京市ヨリ徳島縣廳所在地ニ達スル路線（乙）」に、丸亀より直接高知方面に向かっていた旧32号が、高松 - 竜川村（現・善通寺市）間で現香川県道33号高松善通寺線（一部は現香川県道175号衣掛郷東線）のルートをとって竜川で南進する国道23号「東京市ヨリ高知縣廳所在地ニ達スル路線」に、松山への旧31号が、竜川で23号から分岐する国道24号「東京市ヨリ愛媛縣廳所在地ニ達スル路線」となった。整理すると以下のようになる。

|                       | 明治国道           | 大正国道             | 現在                                                                                |
| --------------------- | ------------------ | -------------------- | ----------------------------------------------------------------------------------- |
| 徳島 - 淡路方面分岐点 | 30号（東京徳島線） | 21号（東京徳島線甲） | 11号（28号重複）                                                                    |
| 淡路方面分岐点 - 高松 | 指定なし           | 22号（東京徳島線乙） | 徳島県道42号瀬戸撫養線 徳島県道・香川県道1号徳島引田線 11号 香川県道155号牟礼中新線 |
| 高松 - 丸亀・善通寺   | 50号（東京香川線） | 23号（東京高知線）   | 香川県道33号高松善通寺線（国道11号と並行） 香川県道175号衣掛郷東線                  |
| 丸亀・善通寺 - 松山   | 31号（東京愛媛線） | 24号（東京愛媛線）   | 香川県道33号高松善通寺線 11号 愛媛県道334号松山川内線                               |

- 1952年（昭和27年）12月4日 - 新道路法に基づく路線指定で、一級国道11号（徳島県徳島市 - 愛媛県松山市）として指定された。
- 1965年（昭和40年）4月1日 - 道路法改正によって一級・二級の別がなくなり一般国道11号となった。
- 2017年（平成29年）11月21日 - 国道11号高松東道路を高速自動車国道に並行する一般国道自動車専用道路（自動車専用道路）から四国横断自動車道（高松自動車道）に指定替えとなった[4][5]

### 工事概要
- 1931年（昭和6年）愛媛県小松町南川-安井間の改良に着手[6]。
- 1934年（昭和9年）香川県内高松以東の改良に着手[7]。
- 1941年（昭和16年）徳島市助任町付近の改良に着手[8]。
- 1943年（昭和18年）戦争により改良工事中断[9]。
- 1946年（昭和21年）改築事業再開。愛媛県西条市飯岡 - 天皇工事着手[9]。
- 1947年（昭和22年）高松丸亀間改良に着手[10]。
- 1956年（昭和31年）香川県東讃地区改良に着手[7]。
- 1957年（昭和32年）愛媛県丹原町 - 川内町（桜三里）工事着手[11]。
- 1958年（昭和33年）4月徳島県内工事着手[12]。
- 1960年（昭和35年）7月、香川県天野峠 - 羽立峠間の改良に着手[13]。9月、鳴門市黒崎地区の改良完了[12]。
- 1961年（昭和36年）4月徳島県鳴門市内工事着手。高松市宮脇町で二次改築に着手[13]。
- 1962年（昭和37年）3月、香川県大内 - 白鳥間の改良完了[14]。
- 1963年（昭和38年）10月、高松市内高徳線立体交差事業に着手。12月、天野峠 - 羽立峠間の改良完了[13]。
- 1964年（昭和39年）3月三津舗装工事の完成により徳島県内一次改築完了。桜三里の改良完了[15]。4月、高松市内バイパスの調査を開始[13]。9月、高松市内高徳線立体交差完成。香川県豊浜町箕浦の改良に着手[13]。
- 1965年（昭和40年）愛媛県川之江市内の舗装工事の完成により愛媛県内一次改築完了[9]
- 1966年（昭和41年）3月、豊浜町箕浦の改良完了により、国道11号全線で一次改築完了[16]。

### 災害
- 1976年（昭和51年）9月11日22時30分 - 9月14日9時30分まで、愛媛県新居浜市船木で台風17号による斜面崩壊により全面通行止め、本復旧は1977年（昭和52年）11月に完成した[17]。
- 1990年（平成2年）10月8日9時50分ごろ、徳島県鳴門市北灘町鳥ケ丸の国道11号で、道路の上方63 mの崖部より直径1.2 mほどの岩が道路脇のストンガードを突破して、走行中の奈良交通京都支社の大型観光バス（乗客乗員49名）フロントガラスを直撃、3人が死亡（運転士・バスガイドが殉職、他に乗客1名）、11人が重軽傷を負った。バスが100 mほど暴走したが乗客がサイドブレーキをかけ停車させた。
- 2004年（平成16年）8月30日 - 8月31日 香川県高松市木太町から瓦町まで台風16号による高潮で冠水し全面通行止め。
- 2004年（平成16年）9月29日 愛媛県新居浜市船木で台風21号による斜面崩壊により42時間全面通行止め[18]。

## 路線状況
新居浜市内の「道から始める『新しい公共』のまちづくり」で平成22年度手づくり郷土賞受賞。

### 別名
- 阿波街道（徳島県 - 香川県）
- うずしおロマンチック海道（鳴門市北灘町 - 香川県県境）
- 志度街道（東かがわ市引田 - 高松市）別名は東讃浜街道もしくは単に浜街道
- 丸亀街道（高松市 - 丸亀市）
- 讃岐街道（丸亀市 - 松山市）讃岐側から見た場合の別名は伊予街道
- 小松街道
- 桜三里街道
- 四国遍路
- 金毘羅街道
- さぬき夢街道（高松市）
- 中央通り（高松市）本来は国道11号として建設されたものではなく、バイパスの建設により編入された。

### バイパス
バイパスとして建設された区間 
- 吉野川バイパス（徳島県）
- 高松北バイパス（香川県高松市）
- 高松南バイパス（香川県高松市）

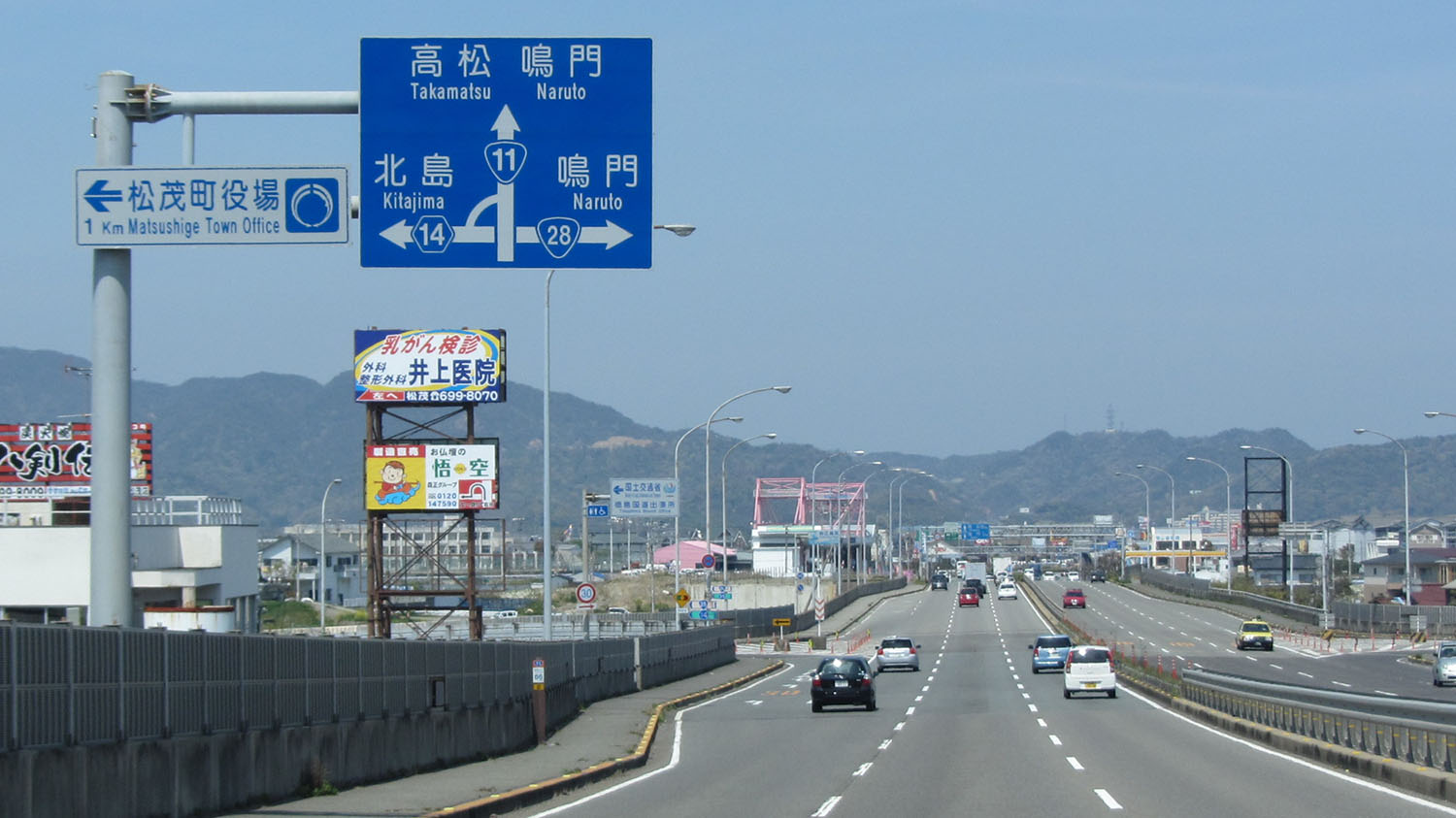
吉野川バイパス
（国道28号との分岐）
徳島県板野郡松茂町

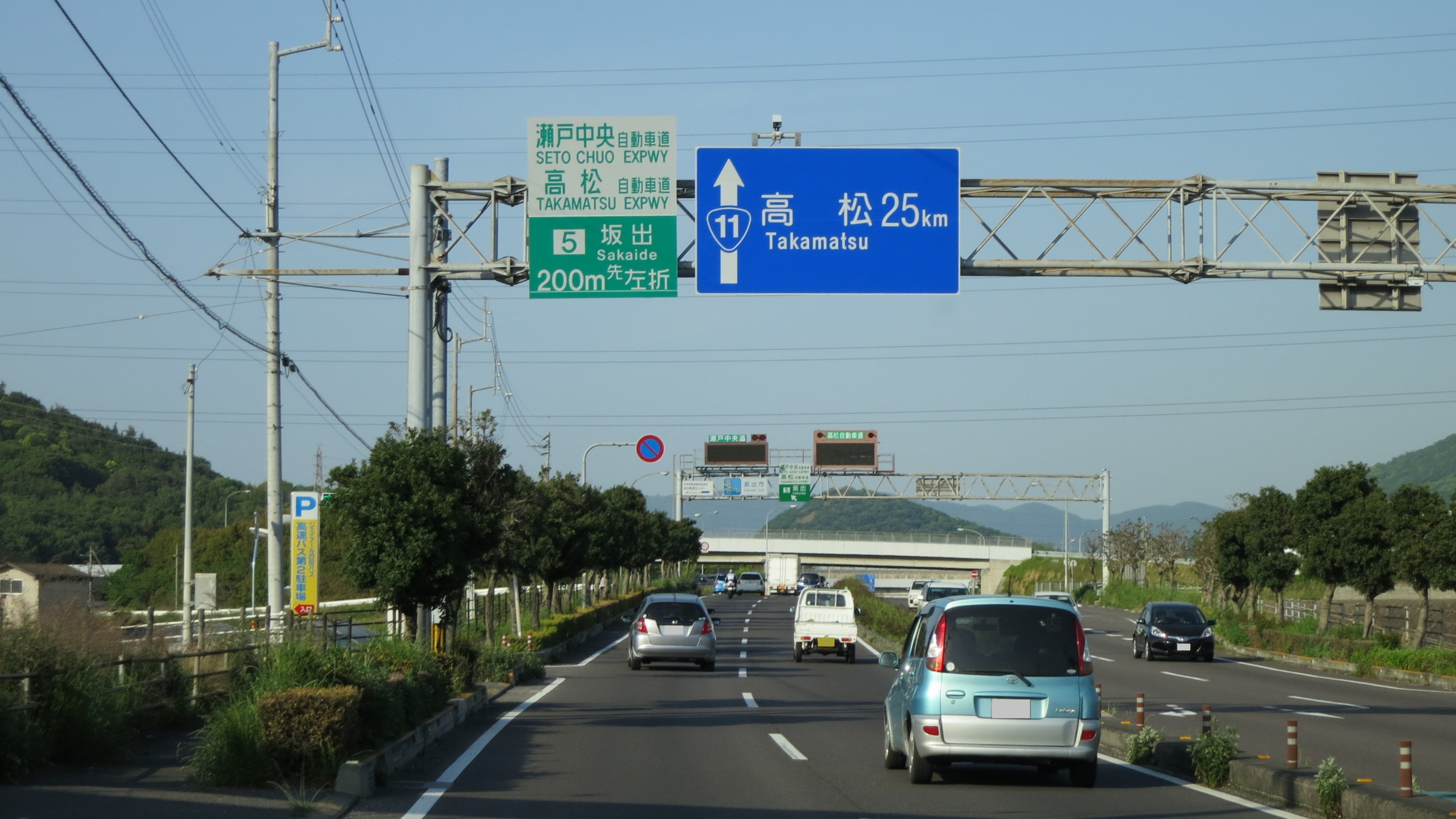
坂出丸亀バイパス
瀬戸中央自動車道 坂出IC付近
香川県綾歌郡宇多津町

- 坂出丸亀バイパス（香川県坂出市 - 善通寺市）
- 重信道路（愛媛県東温市）
- 松山東道路（愛媛県東温市 - 松山市）

現道と並行し、複数経路となっている一般道路
- 大内白鳥バイパス（香川県）
- 高松東バイパス（香川県）
- 川之江三島バイパス（愛媛県）
- 新居浜バイパス（愛媛県）
- 小松バイパス（愛媛県）
- 西条市バイパス（愛媛県）

### 重複区間
- 徳島県

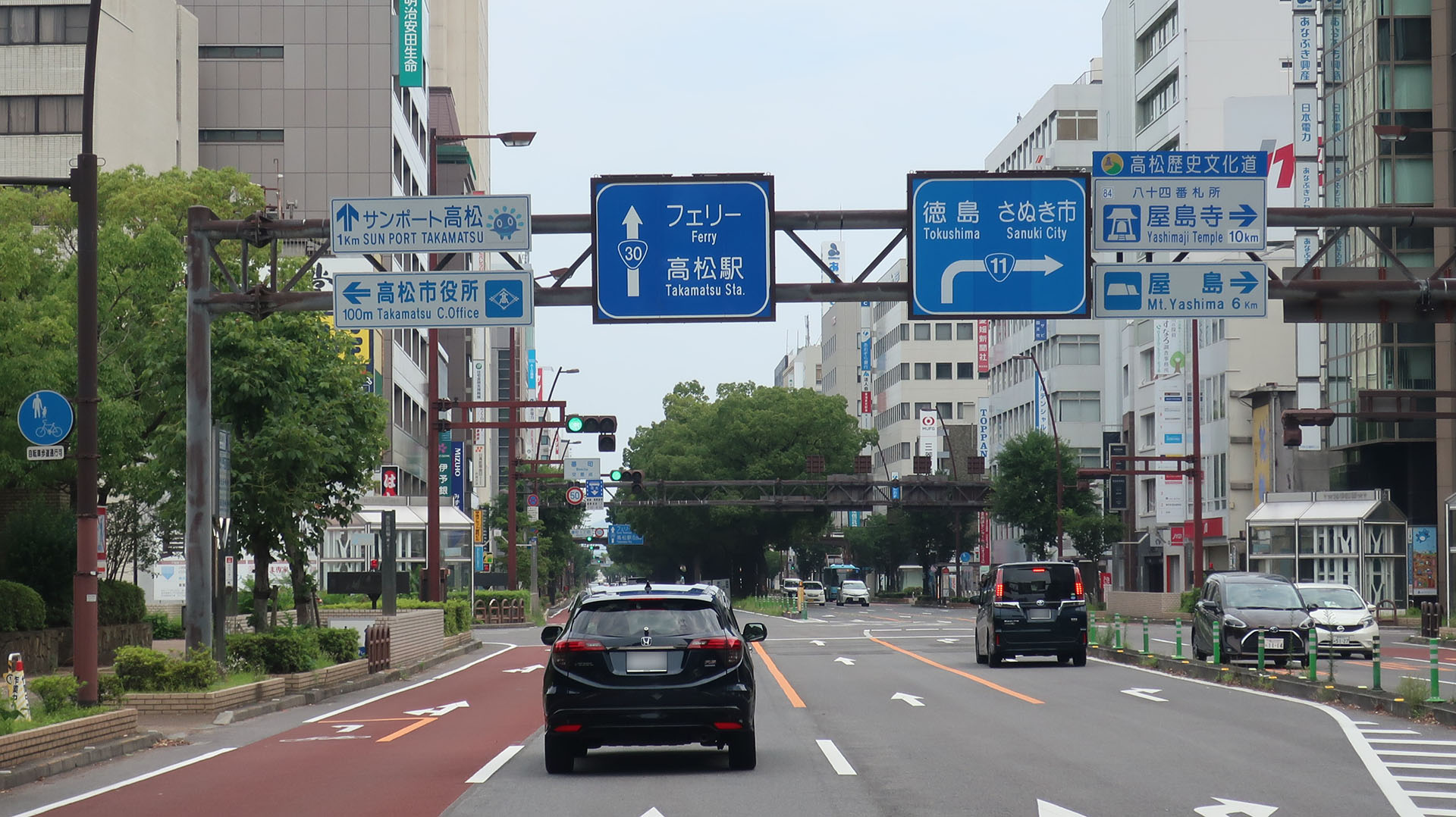
国道30号との重複区間
香川県高松市番町１丁目

  - 国道28号（徳島市・かちどき橋南詰交差点（起点） - 板野郡松茂町・広島交差点）
  - 国道377号（鳴門市・鳴門IC前交差点 - 香川県東かがわ市・田高田交差点）
- 香川県
  - 国道30号・国道436号（高松市番町一丁目・番町交差点 - 高松市中新町・中新町交差点）
  - 国道193号・国道492号（高松市中新町・中新町交差点 - 高松市上天神町・上天神町交差点）
  - 国道32号（高松市中新町・中新町交差点 - 高松市田村町・峰山口交差点）
  - 国道319号（坂出市・川津交差点 - 丸亀市・原田西交差点）
- 愛媛県
  - 国道192号（四国中央市・井地交差点 - 西条市・小川交差点）
  - 国道494号（東温市則之内 - 松山市二番町（終点））
  - 国道33号・国道379号・国道440号（松山市小坂・小坂交差点 - 松山市二番町（終点））
  - 国道317号（松山市勝山町・勝山交差点 - 松山市二番町（終点））

### 道路施設

#### 橋梁
- 吉野川大橋（L=1137 m、W=12.3 m）
- 新加賀須野橋（L=871 m、W=12.7 m）
- 原田高架橋（L=860 m）

#### トンネル

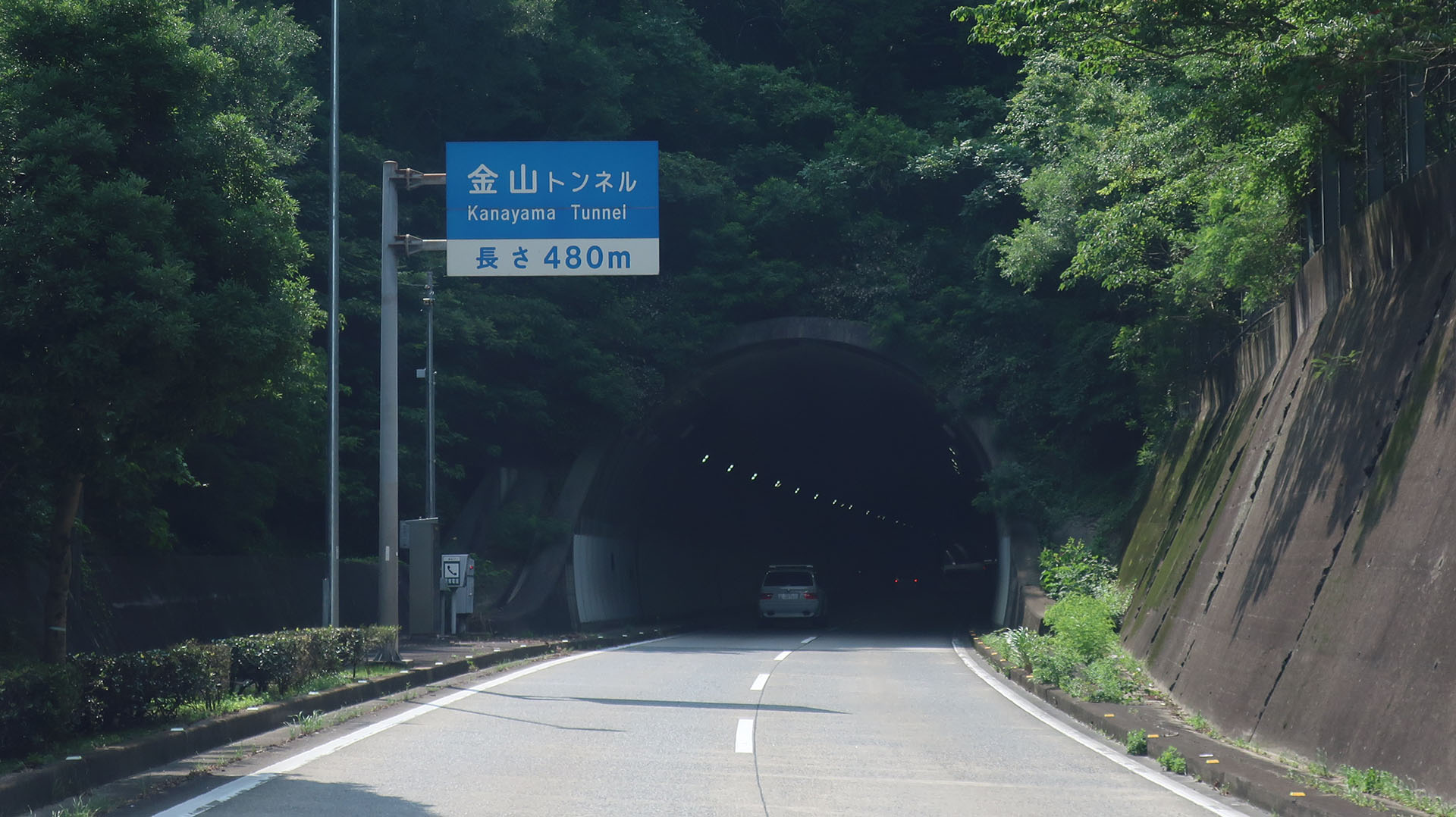
金山トンネル
香川県坂出市福江町

- 三津トンネル（L=690 m、W=12.0 m、2000年(平成12年)完成）
- 引田隧道（L=76 m、W=8.0 m、1958年(昭和33年)完成）
- 金山トンネル（L=上り480 m、下り575 m、W=9.5 m、1982年(昭和57年)完成）
- 落手隧道（L=108 m、W=7.5 m、1962年(昭和37年)完成）
- 河之内隧道（L=375 m、W=7.5 m、1962年(昭和37年)完成）

#### 道の駅
- 徳島県
  - くるくる なると（鳴門市）
- 香川県
  - 津田の松原（さぬき市）
  - 源平の里むれ（高松市）
  - とよはま（観音寺市）

#### 休憩所
- 香川県
  - うましの休憩所（東かがわ市）
  - 羽立峠休憩所（さぬき市）
- 愛媛県
  - レストパーク桜三里（東温市）

#### バスの駅
- 徳島県
  - 徳島とくとくターミナル（板野郡松茂町）

### 事前通行規制区間
| 区間                                          | 延長   | 規制内容                       |
| --------------------------------------------- | ------ | ------------------------------ |
| 愛媛県西条市丹原町志川 - 愛媛県東温市河之内間 | 5.8 km | 連続雨量300 mm以上の場合通行止 |

交通規制を参照

## 地理

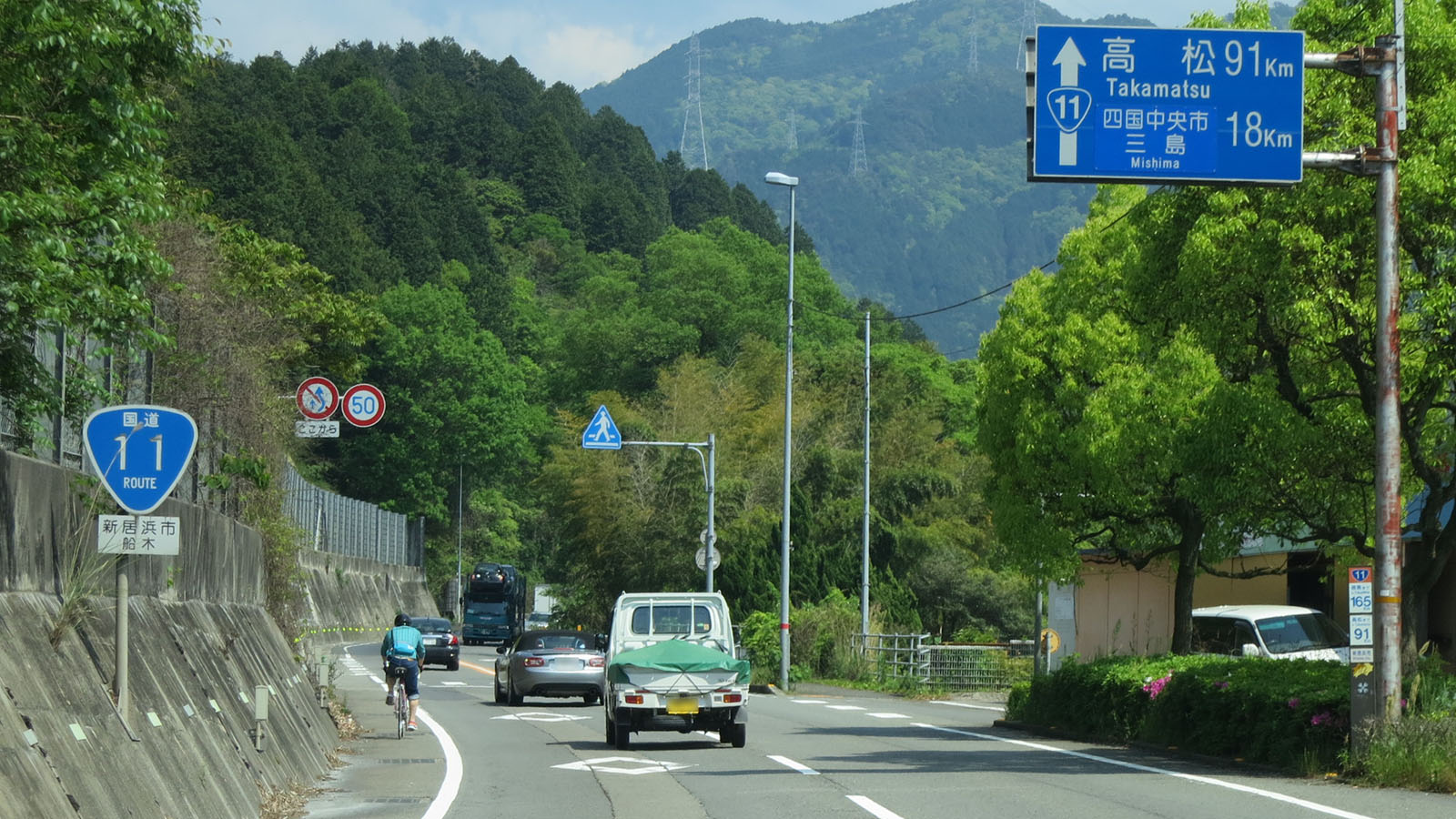
愛媛県新居浜市船木
（2015年5月）

### 通過する自治体
- 徳島県
  - 徳島市 - 板野郡北島町 - 板野郡松茂町 - 鳴門市
- 香川県
  - 東かがわ市 - さぬき市 - 高松市 - 坂出市 - 綾歌郡宇多津町 - 丸亀市 - 仲多度郡多度津町 - 善通寺市 - 三豊市 - 観音寺市
- 愛媛県
  - 四国中央市 - 新居浜市 - 西条市 - 東温市 - 松山市

### 交差する道路
徳島県
- 国道55号・国道195号（徳島市・かちどき橋南詰起点）
- 国道28号（徳島市・かちどき橋南詰 - 板野郡松茂町・広島交差点）
- 国道192号・国道318号・国道438号・国道439号（徳島市・徳島本町交差点）
- 徳島自動車道徳島IC（徳島市）
- 高松自動車道・神戸淡路鳴門自動車道鳴門IC（鳴門市）
- 国道377号（鳴門市 - （重複） - 東かがわ市・田高田交差点）

香川県
- 国道318号・国道377号（東かがわ市・田高田交差点）
- 高松自動車道津田東IC（さぬき市）
- 国道30号・国道436号（高松市・番町交差点 -（重複）- 中新町交差点）
- 国道193号・国道492号（高松市・中新町交差点 -（重複）- 上天神町交差点）
- 国道32号（高松市・中新町交差点 -（重複）- 峰山口交差点）
- 高松自動車道高松檀紙IC（高松市）
- 国道438号（坂出市・川津交差点）
- 国道319号（坂出市・川津交差点 -（重複）- 丸亀市・原田西交差点）
- 高松自動車道・瀬戸中央自動車道坂出IC（坂出市）
- 高松自動車道さぬき豊中IC（三豊市）
- 高松自動車道大野原IC（観音寺市）
- 国道377号（観音寺市・姫浜交差点）

愛媛県
- 国道192号（四国中央市・井地交差点 -（重複）- 西条市・小川交差点）
- 松山自動車道三島川之江IC（四国中央市〈川之江三島バイパス〉）
- 国道319号（四国中央市・金子交差点）
- 松山自動車道土居IC（四国中央市）
- 松山自動車道いよ西条IC（西条市）
- 国道194号（西条市・加茂川橋交差点）
- 国道196号（西条市小松町新屋敷）
- 松山自動車道いよ小松IC（西条市）
- 今治小松自動車道いよ小松北IC（西条市〈小松バイパス〉）
- 国道494号（東温市則之内 -（重複）- 松山市・終点）
- 松山自動車道川内IC（東温市）
- 国道33号（※国道33号重複＝国道379号・国道440号）（松山市・小坂交差点） -（重複）- 終点）
- 国道317号（松山市・勝山交差点 -（重複）- 終点）
- 国道56号（松山市・終点）

### 主な峠
- 香川県
  - 羽立峠（標高40 m、さぬき市）
  - 天野峠（標高41 m、さぬき市）
  - 綾坂（標高35 m、坂出市）
  - 鳥坂峠（標高70 m、三豊市）
- 愛媛県
  - 桜三里（標高313 m、東温市 - 西条市）

## ギャラリー

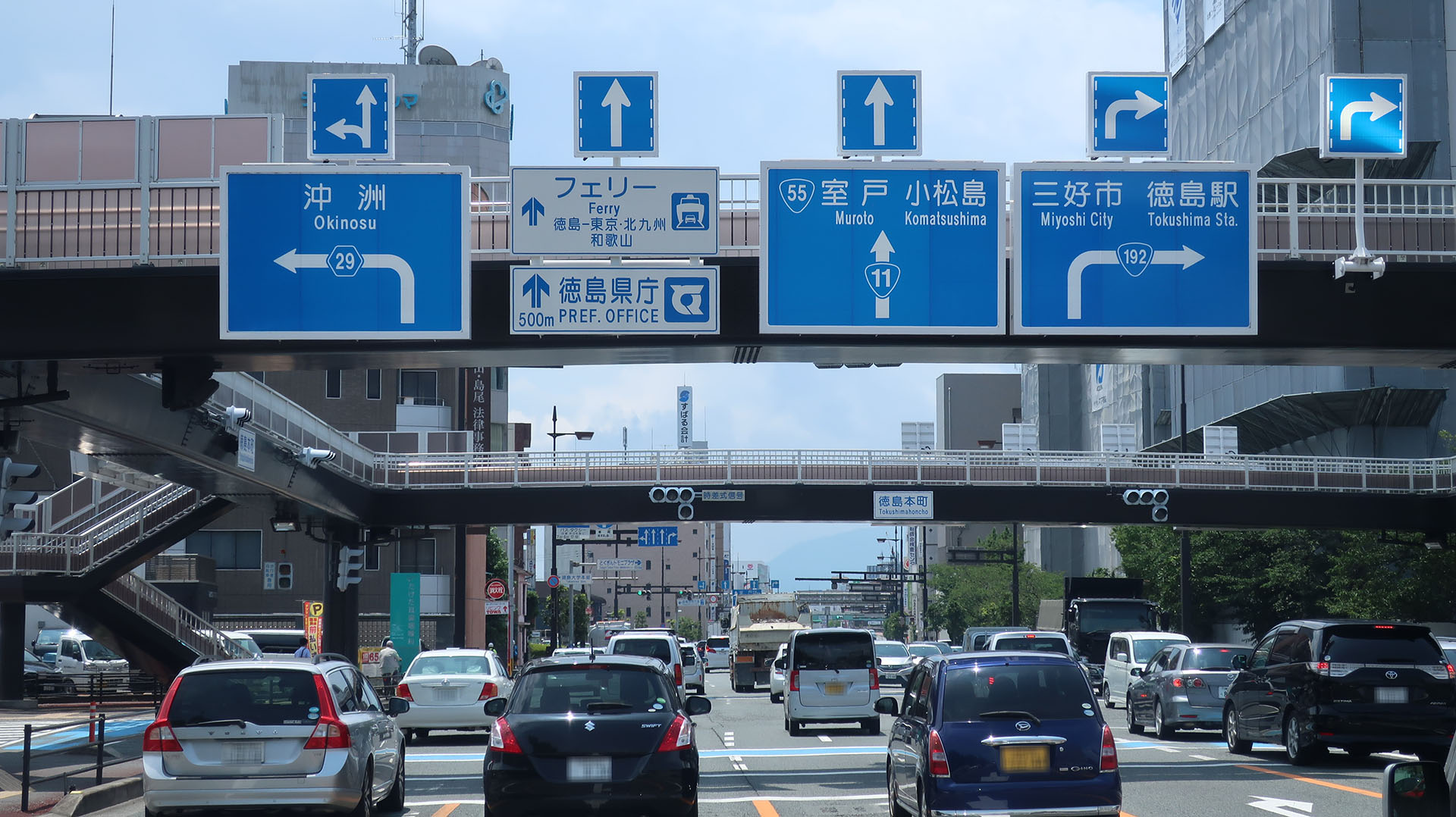
国道192号との分岐 徳島県徳島市徳島本町
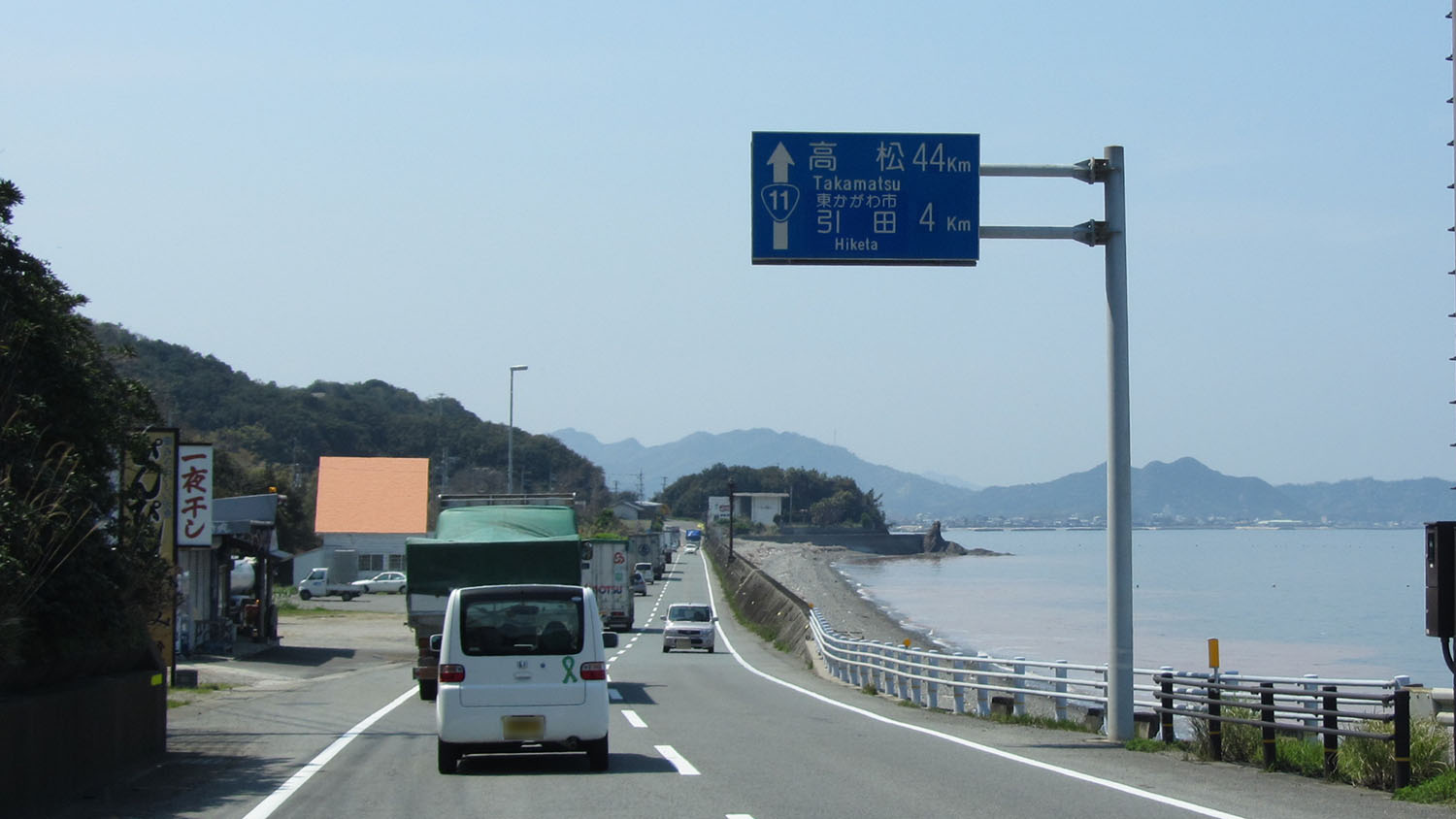
徳島県鳴門市北灘町
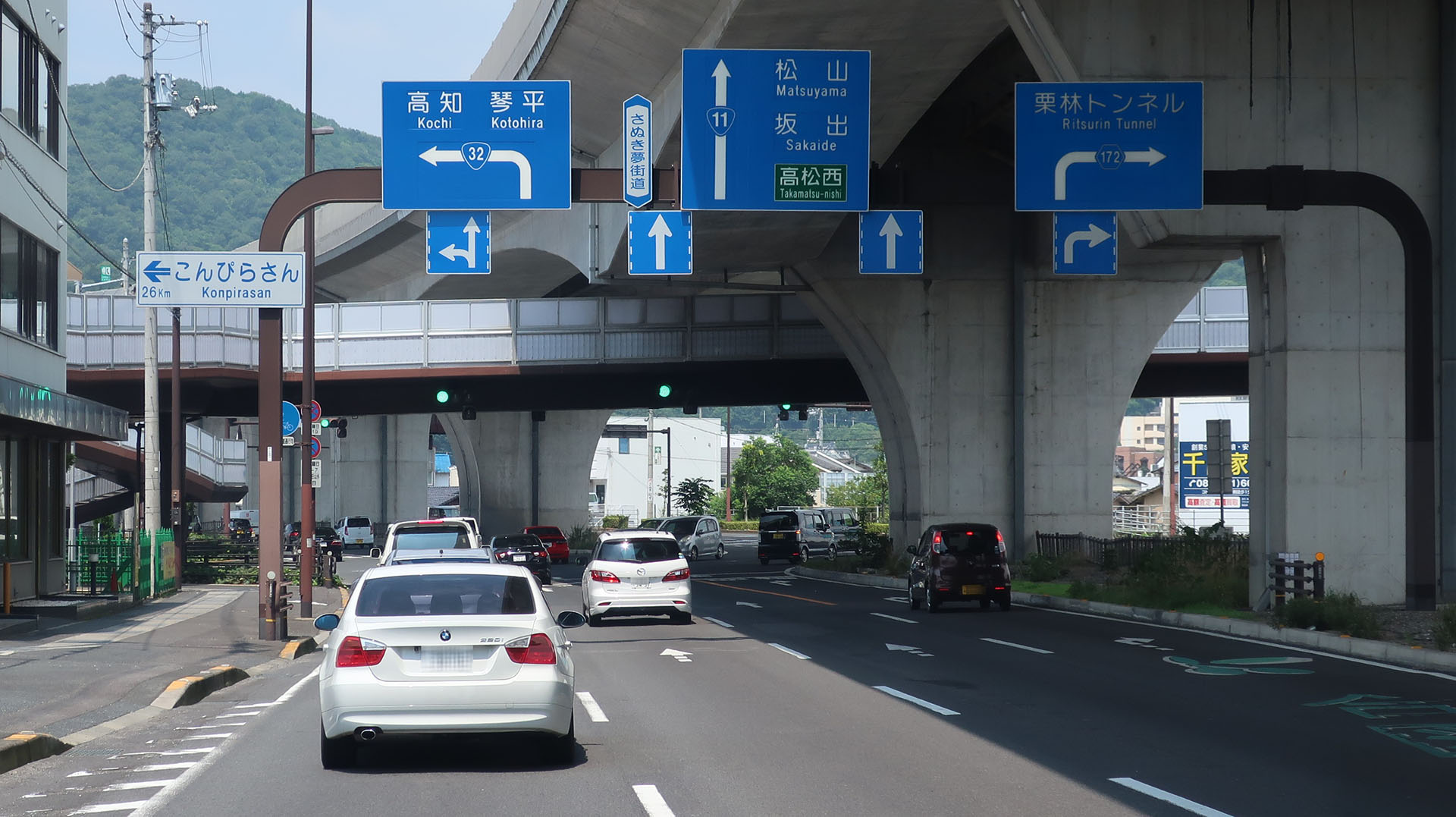
国道32号との分岐 香川県高松市田村町
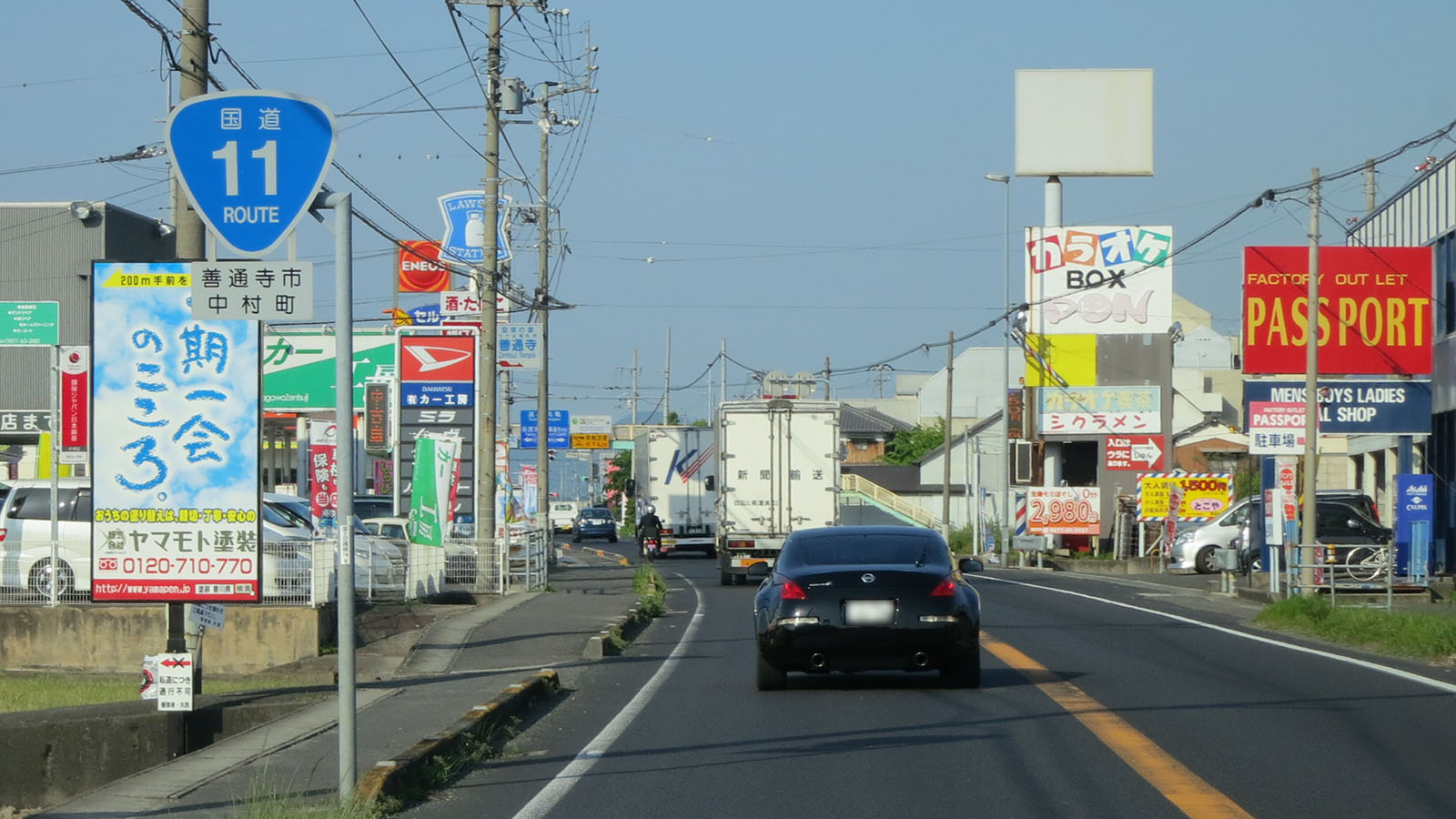
香川県善通寺市弘田町
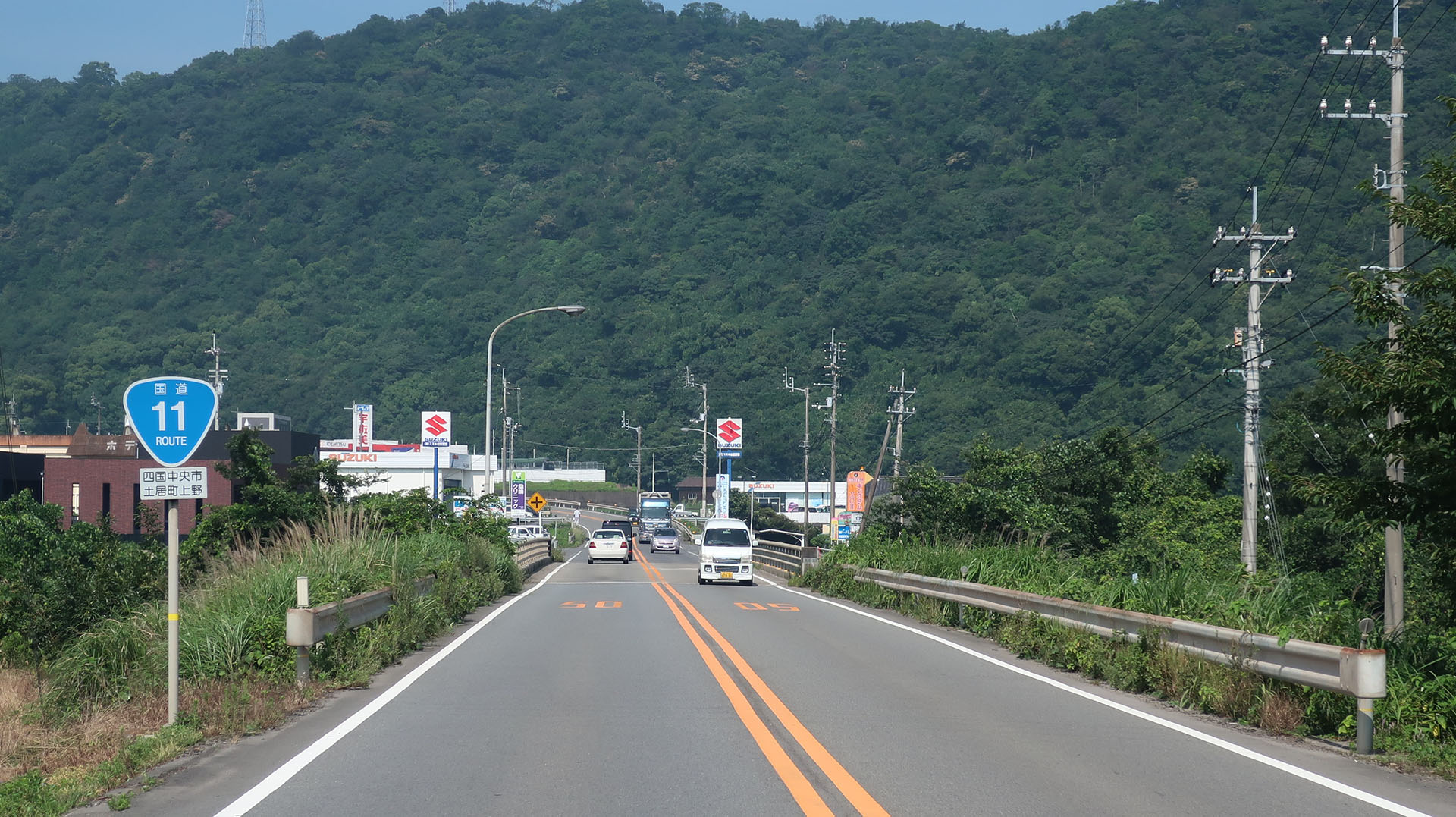
愛媛県四国中央市土居町
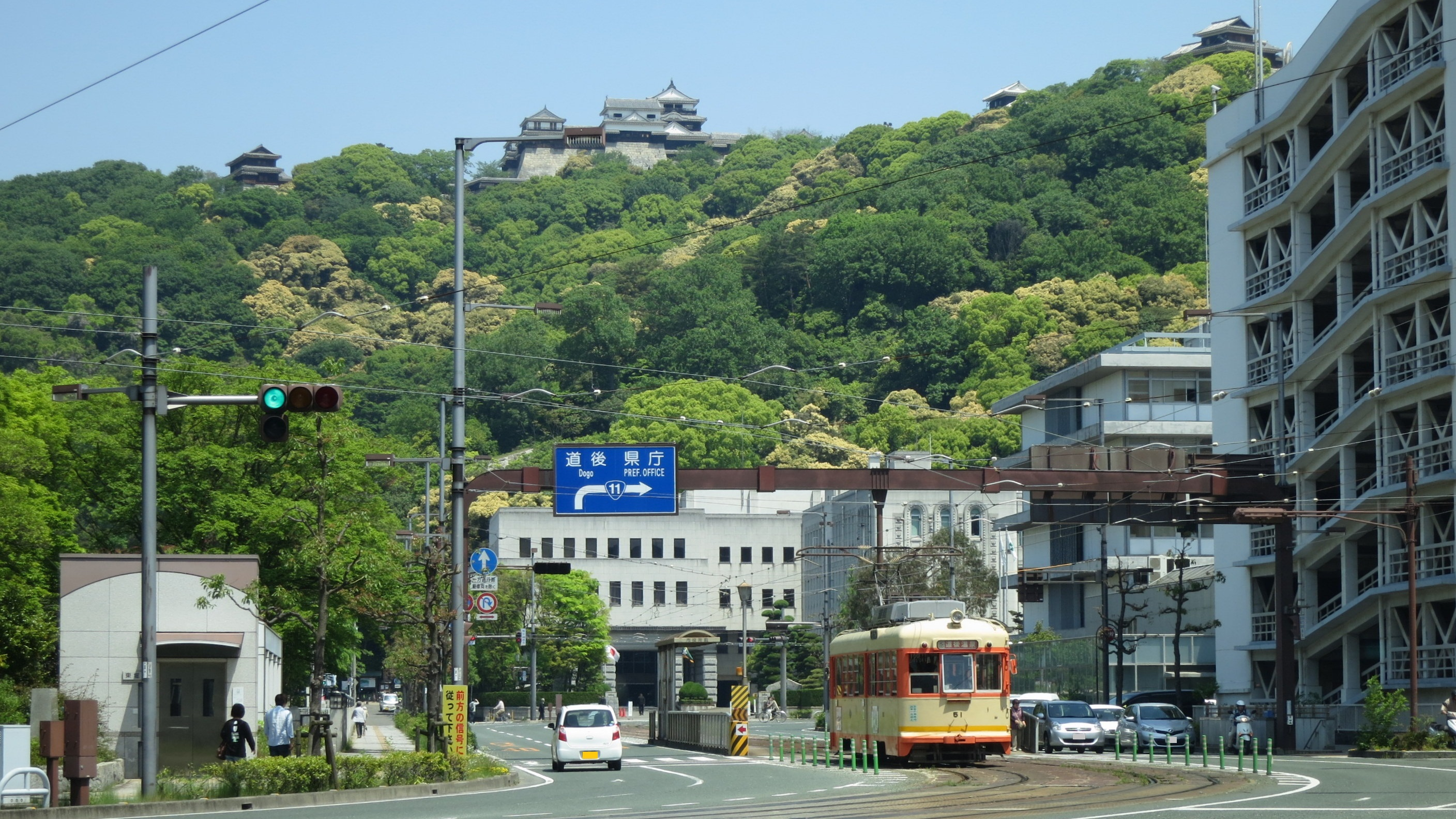
終点の松山市役所前交差点 愛媛県松山市二番町